# Dom Reinholda Wyssa
Dom Reinholda Wyssa – budynek znajdujący się przy ulicy Gdańskiej 109/111 w Łodzi, obecnie własność Caritas.

## Historia
Budynek został wzniesiony w 1890 roku dla Reinholda Wyssa. w 1930 roku przeszedł na własność Diecezji Łódzkiej. Po II wojnie światowej, dom zabrano kościołowi i przekształcono na żłobek i przedszkole. W 1990 roku, Kuria Archidiecezji Łódzkiej odzyskała budynek i przekazała go na działalność Caritas. W budynki funkcjonują biura Caritas, Dom Dziennego Pobytu dla seniorów, Specjalistyczna Świetlica Środowiskowa dla dzieci oraz Kuchnia Społeczna dla ubogich.